# Podogaster striatus
Podogaster striatus är en stekelart som beskrevs av Cameron 1887. Podogaster striatus ingår i släktet Podogaster och familjen brokparasitsteklar. Inga underarter finns listade i Catalogue of Life.